# Катастрофа DC-8 під Лісабоном
Катастрофа DC-8 під Лісабоном — велика авіаційна катастрофа, що сталася вночі 30 травня 1961 року. Пасажирський авіалайнер Douglas DC-8-53 венесуельської вже неіснуючої авіакомпанії Viasa (літак належав нідерландському національному авіаперевізнику KLM) виконував плановий рейс VA 897 за маршрутом Рим — Мадрид — Лісабон — Санта-Марія — Каракас, але через 5 хвилин після вильоту з Лісабонського аеропорту Портела пілоти загубили управління над літаком, і він впав у води Атлантичного океану. Загинули всі, що знаходилися на його борту 61 особа (47 пасажирів і 14 членів екіпажу).
Ні португальські, ні нідерландські слідчі так і не з'ясували причину катастрофи рейсу 897 Viasa. Найбільш ймовірною причиною катастрофи назвали несправність авіагоризонту, через що пілоти втратили управління над авіалайнером.